# Championnats de France de natation 2000
Les Championnats de France de natation en grand bassin 2000 se sont déroulés du 20 au 26 mars 2000 à Rennes.

## Podiums

### Hommes
| Discipline           | Or                                                                                  | Temps          | Argent                                                                                    | Temps          | Bronze                                                                              | Temps          |
| Nage libre           |                                                                                     |                |                                                                                           |                |                                                                                     |                |
| 50 m                 | Romain Barnier CN Antibes                                                           | 22 s 65        | Frédéric Dutillieux Dauphins du Toulouse OEC                                              | 23 s 11        | Donius Sicot CS Clichy 92                                                           | 23 s 32        |
| 100 m                | Romain Barnier CN Antibes                                                           | 49 s 21        | Frédérick Bousquet CN Antibes                                                             | 50 s 60        | Nicolas Kintz AC Boulogne-Billancourt                                               | 50 s 62        |
| 200 m                | Romain Barnier CN Antibes                                                           | 1 min 49 s 39  | Hugo Viart ES Massy Natation                                                              | 1 min 51 s 50  | Walter Monberge Dauphins du Toulouse OEC                                            | 1 min 51 s 62  |
| 400 m                | Sylvain Cros SN Strasbourg                                                          | 3 min 53 s 93  | Walter Monberge Dauphins du Toulouse OEC                                                  | 3 min 54 s 89  | Nicolas Rostoucher Mulhouse ON                                                      | 3 min 57 s 08  |
| 1500 m               | Nicolas Rostoucher Mulhouse ON                                                      | 15 min 20 s 75 | Sylvain Cros SN Strasbourg                                                                | 15 min 27 s 56 | Walter Monberge Dauphins du Toulouse OEC                                            | 15 min 40 s 81 |
| Dos                  |                                                                                     |                |                                                                                           |                |                                                                                     |                |
| 100 m                | Simon Dufour CN Cévennes Alès                                                       | 56 s 23        | Franck Schott CS Clichy 92                                                                | 57 s 06        | Dimitri Sauvage CS Clichy 92                                                        | 57 s 83        |
| 200 m                | Simon Dufour CN Cévennes Alès                                                       | 1 min 59 s 80  | Frédéric Eljaszewicz Chamalières-Montferrand N.                                           | 2 min 4 s 76   | Stéphane Herniou CN Cannes                                                          | 2 min 4 s 99   |
| Brasse               |                                                                                     |                |                                                                                           |                |                                                                                     |                |
| 100 m                | Hugues Duboscq CN Le Havre                                                          | 1 min 2 s 80   | Stéphan Perrot CN Cannes                                                                  | 1 min 3 s 19   | Guillaume Ycard Dauphins du Toulouse OEC                                            | 1 min 3 s 70   |
| 200 m                | Yohan Bernard CN Cannes                                                             | 2 min 12 s 48  | Stéphan Perrot CN Cannes                                                                  | 2 min 14 s 61  | Hugues Duboscq CN Le Havre                                                          | 2 min 17 s 53  |
| Papillon             |                                                                                     |                |                                                                                           |                |                                                                                     |                |
| 100 m                | Franck Esposito CN Antibes                                                          | 53 s 05        | Sven Becquet Dauphins du Toulouse OEC                                                     | 54 s 89        | Sébastien Lequeux Lyon Nat.                                                         | 54 s 91        |
| 200 m                | Franck Esposito CN Antibes                                                          | 1 min 56 s 60  | David Abrard CS Clichy 92                                                                 | 1 min 59 s 54  | Yann de Fabrique AC Boulogne-Billancourt                                            | 1 min 59 s 84  |
| 4 nages              |                                                                                     |                |                                                                                           |                |                                                                                     |                |
| 200 m                | Xavier Marchand Dauphins du Toulouse OEC                                            | 2 min 2 s 37   | Lionel Moreau CN Antibes                                                                  | 2 min 4 s 15   | Johann Le Bihan Douarnenez Nat.                                                     | 2 min 4 s 28   |
| 400 m                | Johann Le Bihan Douarnenez Nat.                                                     | 4 min 22 s 79  | Batiste Levaillant Nogent Nat. 94                                                         | 4 min 22 s 84  | Nicolas Rostoucher Mulhouse ON                                                      | 4 min 27 s 40  |
| Relais               |                                                                                     |                |                                                                                           |                |                                                                                     |                |
| 4 × 100 m nage libre | CS Clichy 92 Julien Sicot Davy Teinturier Franck Schott Christophe Marchand         | 3 min 24 s 98  | Racing club de France Salim Iles Jeppe Nielsen Reda Boutaghou Damien Chambon              | 3 min 26 s 27  | CN Antibes Morgan Lhermitte Fabrice Hermitte Quentin Lahana Frédérick Bousquet      | 3 min 26 s 92  |
| 4 × 200 m nage libre | Dauphins du Toulouse OEC Walter Monberge Sven Becquet Xavier Marchand Lionel Poirot | 7 min 30 s 58  | CN Antibes Fabrice Hermitte Quentin Lahana Benoît Boutibonnes Morgan Lhermitte            | 7 min 25 s 54  | AC Boulogne-Billancourt Yann de Fabrique Nicolas Kintz Cédric Borghesi Benoît Ferry | 7 min 40 s 21  |
| 4 × 100 m 4 nages    | CN Antibes Romain Barnier Lionel Moreau Franck Esposito Frédérick Bousquet          | 3 min 43 s 96  | Dauphins du Toulouse OEC Xavier Marchand Guillaume Ycard Sven Becquet Frédéric Dutillieux | 3 min 47 s 12  | CS Clichy 92 Franck Schott David Maître David Abrard Christophe Marchand            | 3 min 48 s 97  |

### Femmes
| Discipline           | Or                                                                                                   | Temps         | Argent                                                                                       | Temps         | Bronze                                                                                              | Temps         |
| Nage libre           | |               |                                                                                              |               | |               |
| 50 m                 | Anne-Françoise Glatre CN Lamballe                                                                    | 26 s 55       | Malia Metella USLM Pacoussines-Cayenne                                                       | 26 s 61       | Astrid Laine C Paul-Bert Rennes                                                                     | 26 s 69       |
| 100 m                | Solenne Figuès de Sainte Marie Dauphins du Toulouse OEC                                              | 56 s 64       | Anne-Françoise Glatre CN Lamballe                                                            | 57 s 38       | Marianne Le Verge CN Brest                                                                          | 57 s 94       |
| 200 m                | Solenne Figuès de Sainte Marie Dauphins du Toulouse OEC                                              | 2 min 0 s 47  | Alicia Bozon EN Tours                                                                        | 2 min 2 s 96  | Laetitia Choux Mulhouse ON                                                                          | 2 min 3 s 41  |
| 400 m                | Laetitia Choux Mulhouse ON                                                                           | 4 min 15 s 20 | Ingrid Bourre CN Melun-Dammarie                                                              | 4 min 16 s 68 | Flora Lamotte CN Melun-Dammarie                                                                     | 4 min 18 s 92 |
| 800 m                | Ingrid Bourre CN Melun-Dammarie                                                                      | 8 min 46 s 72 | Laetitia Choux Mulhouse ON                                                                   | 8 min 52 s 71 | Flora Lamotte CN Melun-Dammarie                                                                     | 8 min 53 s 11 |
| Dos                  | |               |                                                                                              |               | |               |
| 100 m                | Roxana Maracineanu Mulhouse ON                                                                       | 1 min 2 s 59  | Anne-Françoise Glatre CN Lamballe Hélène Ricardo Dauphins du Toulouse OEC                    | 1 min 4 s 22  | |               |
| 200 m                | Roxana Maracineanu Mulhouse ON                                                                       | 2 min 14 s 70 | Hélène Ricardo Dauphins du Toulouse OEC                                                      | 2 min 16 s 69 | Marion Bragard CN Melun-Dammarie                                                                    | 2 min 17 s 51 |
| Brasse               | |               |                                                                                              |               | |               |
| 100 m                | Delphine Leprest CN Melun-Dammarie                                                                   | 1 min 10 s 85 | Anne-Sophie Le Paranthoën CN Melun-Dammarie                                                  | 1 min 11 s 06 | Karine Bremond Istres SN                                                                            | 1 min 12 s 14 |
| 200 m                | Karine Bremond Istres SN                                                                             | 2 min 30 s 68 | Delphine Leprest CN Melun-Dammarie                                                           | 2 min 34 s 56 | Anne Amardeilh CN Marseille                                                                         | 2 min 36 s 86 |
| Papillon             | |               |                                                                                              |               | |               |
| 100 m                | Cécile Jeanson CNS St-Estève                                                                         | 1 min 1 s 34  | Diane Bui Duyet CN Calédoniens                                                               | 1 min 1 s 85  | Malia Metella USLM Pacoussines-Cayenne                                                              | 1 min 3 s 05  |
| 200 m                | Cécile Jeanson CNS St-Estève                                                                         | 2 min 15 s 28 | Sophie Gosse CN Melun-Dammarie                                                               | 2 min 17 s 40 | Johanna Martinez-Gabet CN Antibes                                                                   | 2 min 18 s 22 |
| 4 nages              | |               |                                                                                              |               | |               |
| 200 m                | Roxana Maracineanu Mulhouse ON                                                                       | 2 min 18 s 09 | Nadège Cliton CN Melun-Dammarie                                                              | 2 min 18 s 98 | Anne Amardeilh CN Marseille                                                                         | 2 min 21 s 23 |
| 400 m                | Marjorie Distel CN Melun-Dammarie                                                                    | 4 min 52 s 47 | Roxana Maracineanu Mulhouse ON                                                               | 4 min 54 s 43 | Marion Perrotin Mulhouse ON                                                                         | 4 min 54 s 95 |
| Relais               | |               |                                                                                              |               | |               |
| 4 × 100 m nage libre | Dauphins du Toulouse OEC Solenne Figuès de Sainte Marie Hélène Ricardo Marielle Fau Magali Monchaux  | 3 min 51 s 66 | SC Nat. Abbeville Valérie Courtois Stéphanie Tretan Mélanie Leclercq Charlotte Boulanger     | 3 min 55 s 65 | Dauphins du Toulouse OEC Angéla Tavernier Emilie Saunier Karine Bilski Jessica Figuès               | 3 min 56 s 85 |
| 4 × 200 m nage libre | Dauphins du Toulouse OEC Angéla Tavernier Jessica Figuès Marielle Fau Solenne Figuès de Sainte Marie | 8 min 21 s 80 | CN Melun-Dammarie Marjorie Distel Flora Lamotte Laura Blomme Ingrid Bourre                   | 8 min 25 s 56 | Mulhouse ON Laetitia Choux Marion Perrotin Roxana Maracineanu Aurore Mongel                         | 8 min 27 s 42 |
| 4 × 100 m 4 nages    | CN Melun-Dammarie Marion Bragard Delphine Leprest Sophie Gosse Ingrid Bourre                         | 4 min 18 s 67 | CN Melun-Dammarie Nadège Cliton Anne-Sophie Le Paranthoën Ophélie Merat Basses Flora Lamotte | 4 min 21 s 80 | Dauphins du Toulouse OEC Hélène Ricardo Fanny Massanet Karine Bilski Solenne Figuès de Sainte Marie | 4 min 22 s 05 |

Notes
1. ↑   devancé par l'Algérien Salim Iles, du Racing club de France, en 22 s 91
2. ↑   devancé par l'Algérien Salim Iles, du Racing club de France, en 49 s 82
3. ↑  devancé par l'Autrichien Maxim Podoprigora en 1 min 3 s 46
4. ↑  devancée par l'Allemande Franziska van Almsick en 26 s 30 et par la Slovène Urska Slapsak en 26 s 42
5. ↑  devancée par la Britannique Sue Rolph en 56 s 10
6. ↑  devancée par la Canadienne Nadine Rolland, du Canet 66 Natation, en 57 s 08
7. ↑  devancée par la Canadienne Iris Elliott, de l'ASPTT Paris, en 57 s 90
8. ↑  devancée par l'Allemande Franziska van Almsick en 1 min 59 s 46
9. ↑  devancée par la Britannique Sue Rolph en 1 min 0 s 46
10. ↑  devancée par l'Allemande Franziska van Almsick en 1 min 1 s 55
11. ↑  devancée par la Britannique Sue Rolph en 2 min 16 s 67
12. ↑  devancée par une équipe de nageuses britanniques (Alex Bennett, Catrin Davies, Fiona Rennie et Selena Burgess) en 8 min 25 s 33